# 刘店镇 (汝阳县)
刘店镇，是中华人民共和国河南省洛陽市汝阳县下辖的一个乡镇级行政单位。

## 行政区划
刘店镇下辖以下地区：
刘店村、沙坪村、邢坪村、岘山村、油坊村、枣元村、昌村、红里村、二郎村、滕岭村、洪岭村和七贤村。